# Robert von Canstein
Robert Freiherr von Canstein (* 1. März 1796 in Dillenburg; † 6. Januar 1875 in Wiesbaden) war ein deutscher Offizier, Hofmarschall und Abgeordneter.

## Leben
Von Canstein war der Sohn des nassau-oranischen Geheimen Rates August Wilhelm Freiherr von Canstein (* 20. April 1765; † 16. April 1796) und dessen Ehefrau Elisabeth Katharina geborene Freiin von Malapert-Neufville (* 22. Oktober 1766; † 17. April 1796). Er war evangelisch.
Von Canstein besuchte die Lateinschule in Dillenburg und wurde 1811 Volontär im Frankfurter Bankhaus Johann Merten. 1813 war er Page am Hof von Sachsen-Weimar. Er schlug die Militärlaufbahn ein und nahm in den Befreiungskriegen 1815 als Unterleutnant an Feldzügen in den Niederlanden und der Schlacht bei Waterloo teil. Bis 1820 war er in den Niederlanden stationiert. 1820 erfolgte die Beförderung zum Oberleutnant. 1823 wurde er zum Kammerjunker, 1836 zum Kammerherrn ernannt. 1831 wurde er zum Hauptmann und 1845 zum Flügeladjutanten und Major à la suite befördert. von 1845 bis 1848 war er Hofmarschall. 1848 wurde er als Oberstleutnant à la suite der Herzoglich Nassauischen Armee in den Ruhestand versetzt.
Von 1833 bis 1847 war er Mitglied der Herrenbank des  Landtags des Herzogtums Nassau als Vertreter des Grafen von Leiningen-Westerburg.